# 오다 노부사다
오다 노부사다(일본어: 織田信定 おだ のぶさだ[*], ? ~ 1538년)는 일본 전국 시대 초기의 무장으로 오다 야마토노카미(기요스 오다씨)의 가신이자 기요스 삼봉행의 하나인 오다 단조노슈가(織田弾正忠家)의 당주이자 오와리국 쇼바타 성(勝幡城)의 성주이다. 또한 오다 노부히데(織田信秀)의 아버지이자, 오다 노부나가(織田信長)의 조부로서, 전국 시대 오다 가문의 실질적인 시조이다.

## 계보
본성은 자칭 후지와라씨(藤原氏)지만, 실제는 인베씨(忌部氏)일 수도 있다. 가계는 오와리 슈고 시바 가문(尾張守護・斯波氏)의 사관인 오다 가문이다. 오다 노부히데의 가계는 오와리 슈고다이 오다 야마토노카미 가계(織田大和守家)의 분가 가운데 기요스 산부교(清洲三奉行) 중 하나인 단조노슈 가문(弾正忠家)으로 대대로 쇼바타 성주를 역임했다.

## 생애
오다 스케노부(織田良信)의 아들로 태어났다.
기요스성을 본거지로한 오다 야마토노카미가의 당주 오다 미치카쓰(織田達勝)의 가신으로서 단조노슈(弾正忠)의 직을 받아, 단조자에몬노조(弾正左衛門尉)라 불리기도 했다. 1516년(에이쇼 13년), 묘흥사의 주지와 승려들이 연서장을 써서 정식으로 오다 단조노슈 노부사다(織田弾正忠信貞)란 이름을 하사받아 기요스 삼봉행 중 한 축이 되었다.
나카시마 군(中島郡)과 가이사이 군(海西郡)에 노력을 기울여 쓰시마(津島)의 항구를 손에 넣었으며, 쓰시마에 거점을 두었다. 노부사다는 이 항구의 경제력에 힘입어 훗날 전국 시대를 호령한 오다가의 기초를 닦았다고 평가받는다. 에이쇼 년간에 쇼바타 성을 쌓고, 다이에이 년간에 쓰시마 성에서 쇼바타 성으로 거점을 옮겼다. 덴분 초에 장남인 오다 노부히데에게 가독을 넘겨주고 은거하였고, 또한 기노시타 성으로 옮겨가면서 노부히데에게 쇼바타 성도 내어주었다.
1538년(덴분 7년), 사망하였다.
| 전임 오다 스케노부 | 제2대 오다 단조노조가 당주 ? ~ 1527년 | 후임 오다 노부히데 |